# Río Epchik
El río Epchik (en ruso: Эпчик) es un río del Gran Cáucaso en el distrito de Karacháyevsk de la república de Karacháyevo-Cherkesia del sur de Rusia, en la reserva natural de Teberdá. Al confluir con el Garalikol forma el Dhzmagat, afluente del Teberdá, que desemboca en el río Kubán.

## Curso
El río nace en la vertiente norte de los pasos de Kuldún Oeste (3407 m), paso de Epchik Alto (3200 m y paso de Epchik-Kishkadzher (3200 m). Su curso de 7.4 km discurre ladera abajo en dirección oeste-noroeste antes de confluir con el Garalikol por la derecha para formar el Dzhagamat.